# سیارک ۱۷۲۱۱
سیارک ۱۷۲۱۱ (به انگلیسی: 17211 Brianfisher، نامگذاری:2000AY174) هفده هزار و دویست و یازدهمین سیارک کشف شده‌است که در ۷ ژانویه ۲۰۰۰ کشف شد.
قدر مطلق سیارک برابر ۱۳.۵ است.